# Vésper
 (mars 2025).
Motif : Sources à vérifier, ne semblant pas être centrées sur le sujet
- Archive Wikiwix
- Bing
- Cairn
- DuckDuckGo
- E. Universalis
- Gallica
- Google
- G. Books
- G. News
- G. Scholar
- Persée
- Qwant
- (zh) Baidu
- (ru) Yandex
- (wd) trouver des œuvres sur Wikidata

| 1. | Préciser le motif de la pose du bandeau. | Précisez le motif de la pose du bandeau en utilisant la syntaxe suivante : {{admissibilité à vérifier\|date=mars 2025\|motif=remplacez ce texte par le motif}}              |
| 2. | Informer les utilisateurs concernés.     | Pensez à avertir le créateur de l'article, par exemple, en insérant le code ci-dessous sur sa page de discussion : {{subst:avertissement admissibilité à vérifier\|Vésper}} |

Vésper est un hebdomadaire féministe et anti-porfiriat publié au Mexique fondé en 1901 par Juana Belén Gutiérrez de Mendoza et Elisa Acuña.
Il paraît de 1901 à 1911. Il connaît une brève et dernière période de publication en 1932.

## Historique de la publication
Pendant l'ère du Porfiriat, de nombreux journaux d'opposition sont publiés mais sont fermés par le régime dictatorial.
Le 15 juin 1901, Gutiérrez de Mendoza et Acuña fondent l'hebdomadaire Vésper : Justicia y Libertad,,.

« Vésper est le nom du journal que j'ai fondé lorsque j'ai enfin accepté que mon plus grand talent était dans les lettres. Vésper, comme l'étoile du matin. »

— Juana Belén Gutiérrez de Mendoza
Les premiers articles publiés dans Vésper sont anti-gouvernementaux et contre les croyances de l'Église catholique. Le Vésper est un outil d'information précieux et une source d'opinion publique. L'un des principaux objectifs de Vésper est d'éclairer le public sur les questions relatives à Porfirio Diaz et lui reproche de ne pas répondre aux demandes et aux besoins du peuple.
Le journal est profondément anti-porfiriat : 

« Non, définitivement je ne retournerai pas à la montagne tant que Porfirio Díaz sera président... »

— Juana Belén Gutiérrez de Mendoza
Le ton extrêmement audacieux et sarcastique de Vésper, fondé et écrit par des femmes, est sans précédent dans l'histoire du journalisme mexicain. Les journaux d'opposition au régime de Díaz étaient alors exclusivement écrits par des hommes.
Le principal journal d'opposition, Regeneración fondé par les frères Flores Magón et organe officiel du Parti libéral mexicain (PLM) salue la création de Vésper dans ses colonnes. Ricardo Flores Magón initiera un échange épistolaire avec Gutiérrez Mendoza à partir de cette date.
Le journal commence à être vendu dans l'état de Guanajuato. Comme d'autres journaux d'opposition, la publication de Vésper est suspendu à plusieurs reprises en raison de ses critiques constantes à l'égard du gouvernement de Porfirio Díaz et de l'Église catholique. La première fois en 9 novembre 1901, lorsque ses fondatrices sont dénoncées et forcées à fuir, leur matériel de presse est confisqué.

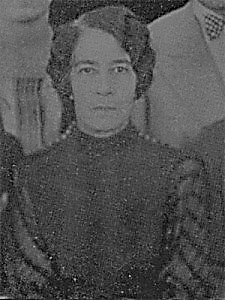
Elisa Acuña, cofondatrice de Vésper

Gutiérrez de Mendoza s'installe alors à Mexico, où elle reprend la publication de l'hebdomadaire le 16 septembre 1902. Elle continue ainsi à critiquer vivement Díaz et à s'y opposer ouvertement :

« Le général Diaz sacrifie tout à l'ambition de régner. L'ancienne dette ne peut être couverte, ni même réduite, parce que le trésor national est dilapidé en canonnières pour s'assurer des laquais moyennant un bon salaire ; la dette pieuse a dû être contractée parce que le général Diaz a besoin de l'appui des mochos et des Yankees ; et les mochos et les Yankees l'ont obligé à gréver le trésor national d'une dette de plus, en spoliant le peuple pour entretenir des fainéants en Californie. Le président a besoin de prestige à l'étranger et il le recherche comme les fanfarons du barrio, gaspillant en superflu ce qu'il n'a pas pour le nécessaire. »

— Vésper, édition du 15 mai 1903
Deux ans plus tard, elle est arrêtée et emprisonnée. L'imprimerie du journal est utilisée pour publier d'autres publications de tendances libérales et anarchistes, comme La conquête du pain de Piotr Kropotkin.

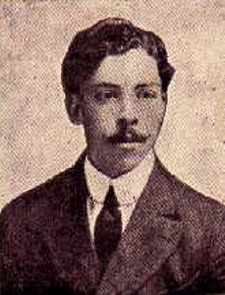
Juan Sarabia

En 1904, les deux fondatrices s’exilent à San Antonio, où elles poursuivent la publication de l'hebdomadaire.
Outre les fondatrices Gutiérrez Mendoza et Acuña, d'autres personnes contribuent à la rédaction d'articles : les sœurs Colín, Silvina Remabo de Trejo, Sara Estela Ramírez (en), Susana Barrios et Juan Sarabia ont collaboré à la rédaction.
Le journal cesse d'être imprimé en 1911. Il connaît une nouvelle et courte période de publication en 1932.